# سیارک ۲۰۵۰۳
سیارک ۲۰۵۰۳ (به انگلیسی: 20503 Adamtazi، نامگذاری:1999RX14) بیست هزار و پانصد و سومین سیارک کشف شده‌است که در ۷ سپتامبر ۱۹۹۹ کشف شد.
قدر مطلق سیارک برابر ۲۰.۴ است.